# Lee Kyung-won
Lee Kyung-won (ur. 21 stycznia 1980 w Changwon) – południowokoreańska badmintonistka.
W 1997 roku zadebiutowała na mistrzostwach Azji, w ramach którego najlepiej radziła sobie w singlu (odpadła dopiero w ćwierćfinale), a także na mistrzostwach świata (wówczas w deblu odpadła w 1. rundzie). Dwa lata później była ćwierćfinalistką światowego czempionatu.
W 2000 roku zaliczyła olimpijski debiut, podczas którego odpadła w 3. rundzie turnieju singla kobiet. Na rozegranych w 2001 roku mistrzostwach globu w Sewilli sięgnęła po brązowy medal w konkurencji debla. Trzy lata później została złotą medalistką mistrzostw Azji w grze podwójnej, w tej samej konkurencji wywalczyła brązowy medal igrzysk olimpijskich w Atenach. W 2005 roku po raz drugi została brązową medalistką mistrzostw świata w grze podwójnej.
W 2008 roku po raz drugi w karierze wywalczyła medal igrzysk olimpijskich, dokonała tego w konkurencji gry podwójnej, na igrzyskach w Pekinie sięgnęła po tytuł wicemistrzowski.
Jest siedmiokrotną medalistką igrzysk azjatyckich, medale zdobyła na igrzyskach w Bangkoku, Pusan, Dosze oraz Kantonie.